# Rovaniemi
Rovaniemi (nordsamiska: Roavvenjárga, enaresamiska: Ruávinjargâ, skoltsamiska: Ruäʹvnjargg) är en stad belägen vid Ounasjokis utflöde i Kemi älv i landskapet Lappland i Finland. Det är den fjärde största staden på Nordkalotten. Historiskt sett tillhör staden det historiska landskapet Österbotten. Rovaniemi har 64 180 invånare (2021) och en total areal på 8 016,73 kvadratkilometer, varav 434,87 km² är vatten. Rovaniemi stad fick sin nuvarande omfattning den 1 januari 2006 när staden sammanslogs med Rovaniemi landskommun. Stadens språkliga status är enspråkigt finsk.
Rovaniemi ligger vid Norra polcirkeln.

## Etymologi
Stadens namn kommer av det nordfinska rova som betyder ås eller svagt skogbevuxen högre stenig skogsmark, och niemi som betyder udde. Ortnamnet finns med på Anders Bures karta över Nordkalotten från 1611 och betecknar tydligen udden öster om Ounasjokis utflöde i Kemi älv.

## Historia
Rovaniemi köping bildades 1929 och utbröts ur Rovaniemi landskommun. Köpingen i sin tur fick stadsrättigheter 1960.
Staden brändes till 90 procent ned av retirerande tyska trupper hösten 1944 under Lapplandskriget. Endast några få äldre byggnader klarade sig undan lågorna. Alvar Aalto ritade en ny stadsplan, enligt vilken staden efter hand byggdes upp. Stadens nya förvaltningshus och teaterbyggnad ritades också av Alvar Aalto. Namnet på stadens torg ändrades 2006 till Lorditorget, efter det lokala hårdrocksbandet Lordi, som vann Eurovision Song Contest. En bit utanför stadskärnan ligger numera de två tomtelanden, Santa Park och Jultomtens smedby.

## Tätorter
Vid Statistikcentralens tätortsavgränsning den 31 december 2021 fanns fem tätorter inom Rovaniemi stads område:
| Nr | Tätort                  | Folkmängd |
| -- | ----------------------- | --------- |
| 1  | Rovaniemi centraltätort | 54 601    |
| 2  | Rautiosaari             | 1 132     |
| 3  | Muurola                 | 899       |
| 4  | Sinettä                 | 515       |
| 5  | Nivankylä               | 329       |

## Politik

### Mandatfördelning i Rovaniemi stad, valen 1976–2021
| 10 | 10 | 6 | 6 |  | 10 |

| 9 | 11 | 7 | 4 |  | 11 |

| 9 | 13 |  |  | 13 |  | 13 |

| 7 |  | 12 |  | 13 | 4 | 12 |

| 8 | 15 |  | 13 |  |  | 10 |

| 8 | 14 |  | 15 |  | 11 |

| 8 | 12 | 3 | 17 |  | 10 |

| 8 | 10 | 4 | 18 | 11 |

| 35 | 16 |

| 10 | 13 | 7 |  | 23 |  | 17 |

| 48 | 27 |

| 7 | 8 | 3 | 9 | 19 |  | 12 |

| 37 | 22 |

| 6 | 10 | 3 | 4 | 16 |  | 10 |

| 31 | 20 |

| 5 | 9 | 4 | 9 | 13 |  | 10 |

| 27 | 24 |

### Valresultat i kommunalvalet 2017
| Parti                 | Parti                                                  | Röstfördelning | Röstfördelning | Röstfördelning | Röstfördelning | Mandatfördelning | Mandatfördelning |
| Parti                 | Parti                                                  | Antal          | Andel %        | Antal +−       | Andel % +−     | Antal            | +−               |
| --------------------- | ------------------------------------------------------ | -------------- | -------------- | -------------- | -------------- | ---------------- | ---------------- |
|                       | Centern i Finland                                      | 8 012          | 29,8           | -409           | -1,6           | 16               | -3               |
|                       | Samlingspartiet                                        | 5 697          | 21,2           | +554           | +2,0           | 10               | -2               |
|                       | Finlands Socialdemokratiska Parti                      | 5 140          | 19,1           | +1413          | +5,3           | 10               | +2               |
|                       | Vänsterförbundet                                       | 3 458          | 12,9           | +230           | +0,8           | 6                | -1               |
|                       | Sannfinländarna                                        | 2 014          | 7,5            | -1919          | -7,2           | 4                | -5               |
|                       | Gröna förbundet                                        | 1 874          | 7,0            | +488           | +1,8           | 3                | 0                |
|                       | Kristdemokraterna i Finland                            | 452            | 1,7            | -271           | -1,0           | 2                | +1               |
|                       | Piratpartiet                                           | 164            | 0,6            | +45            | +0,2           | 0                | 0                |
|                       | Finlands kommunistiska parti                           | 30             | 0,1            | +-0            | -0,0           | 0                | 0                |
|                       | Kommunistiska Arbetarpartiet - för fred och socialism* | 0              | 0,0            | -21            | -0,1           | 0                | 0                |
|                       | Valitsijayhdistys Hemmo Koskiniemi*                    | 0              | 0,0            | -74            | -0,3           | 0                | 0                |
|                       | Valitsijayhdistys Erja Tennilä*                        | 0              | 0,0            | -10            | -0,0           | 0                | 0                |
| Giltiga röster totalt | Giltiga röster totalt                                  | 26 851         | 100,0          | +26            | —              | 51               | -8               |
| Ogiltiga röster       | Ogiltiga röster                                        | 222            | 0,8            | —              | —              |                  |                  |
| Valdeltagande         | Valdeltagande                                          | 27 063         | 54,5           | —              | -1,5           |                  |                  |
| Röstberättigade       | Röstberättigade                                        | 49 682         | —              | +1 461         | —              |                  |                  |

Källa:
Partier eller valmansföreningar med en asterisk (*) ställde inte upp med kandidater i valet.
I valet ställde Samlingspartiet och Kristdemokraterna upp i ett valförbund.

### Vänorter
Rovaniemi har följande vänorter:
- Ajka, Ungern
- Alanya, Turkiet
- Cadillac, USA
- Drvar, Bosnien och Hercegovina
- Grindavík, Island
- Harbin, Kina
- Kassel, Tyskland
- Kiruna kommun, Sverige
- Murmansk, Ryssland
- Narvik, Norge
- Neustrelitz, Tyskland
- Olsztyn, Polen
- St. Johann in Tirol, Österrike
- Veszprém, Ungern

## Ekonomi och infrastruktur

### Turism
Julgubben (Jultomten) kan besökas i Rovaniemi i Santa Park eller Jultomtens smedby. De två tomtelanden har var sin jultomte, där kommersen sköts av bolagen Pro Santa och Santas Holdings. Det hela är mycket professionellt med samarbeten mellan kommun, näringsliv och fristående analysorganisationer, som fortbildar personal och sammanställer statistik.
Besöksanläggningarna har mer än en miljon besökare om året.

### Utbildning
I staden finns ett finskspråkigt universitet, Lapplands universitet. 

### Kommunikationer
E75 (Riksväg 4) löper genom Rovaniemi och de finländska stamvägarna 78, 79 och 80 går till Rovaniemi. Staden har järnvägsförbindelse med Kemi vid Bottniska viken och Kemijärvi längre österut i Lappland. Det går nattåg till Rovaniemi från Helsingfors och Åbo. Rovaniemi har en flygplats med flygningar till framför allt Helsingfors. Vid jultid finns även turistcharter från London, Moskva och andra orter.
En utredning om en järnväg från Finland till Ishavet genomfördes av Trafikverket 2017/2018. Denna rekommenderade en sträckning från Rovaniemi till Kirkenes som huvudalternativ av fyra alternativ. Finlands transportminister har meddelat att denna sträckning ska utredas vidare under andra halvåret 2018 av en arbetsgrupp i samverkan med Norges regering. Sträckningen konstaterades inte ha förutsättningar att bli lönsam enligt de finansieringsmodeller som granskades i utredningen, annat än genom betydande ändringar i näringsverksamheten i regionen  eller kostnaderna för olika transportformer.

## Demografi

### Befolkningsutveckling
| Befolkningsutvecklingen i Rovaniemi stad 1975–2020 | Befolkningsutvecklingen i Rovaniemi stad 1975–2020 | Befolkningsutvecklingen i Rovaniemi stad 1975–2020 | Befolkningsutvecklingen i Rovaniemi stad 1975–2020 | Befolkningsutvecklingen i Rovaniemi stad 1975–2020 |
| --- | -------------------------------------------------- | -------------------------------------------------- | -------------------------------------------------- | -------------------------------------------------- |
| |                                                    |                                                    |                                                    |                                                    |
| År |                                                    |                                                    | Folkmängd                                          |                                                    |
| 1975 | 1975                                               |                                                    | 46 512                                             |                                                    |
| 1980 | 1980                                               |                                                    | 48 056                                             |                                                    |
| 1985 | 1985                                               |                                                    | 51 780                                             |                                                    |
| 1990 | 1990                                               |                                                    | 54 014                                             |                                                    |
| 1995 | 1995                                               |                                                    | 57 045                                             |                                                    |
| 2000 | 2000                                               |                                                    | 57 253                                             |                                                    |
| 2005 | 2005                                               |                                                    | 57 835                                             |                                                    |
| 2010 | 2010                                               |                                                    | 60 090                                             |                                                    |
| 2015 | 2015                                               |                                                    | 61 838                                             |                                                    |
| 2020 | 2020                                               |                                                    | 63 528                                             |                                                    |
| Anm: Uppgifterna avser förhållandena den 31 december nämnda år enligt områdesindelningen den 1 januari 2022. Rovaniemi landskommuns folkmängd, som inkorporerades 1 januari 2006, ingår därför i tabellen för samtliga år. |                                                    |                                                    |                                                    |                                                    |

### Språk
Befolkningen efter språk (modersmål) den 31 december 2021. Finska, svenska och samiska räknas som inhemska språk då de har officiell status i landet. Resten av språken räknas som främmande. För språk med färre än 10 talare är siffran dold av Statistikcentralen på grund av sekretesskäl. Språk med färre än 50 talare har summerats ihop för att minska tabellens storlek.
| Språk                                       | Talare 2021-12-31 | Talare 2021-12-31 |
| Språk                                       | Antal             | Andel (%)         |
| ------------------------------------------- | ----------------- | ----------------- |
| Hela befolkningen                           | 64 180            | 100,0             |
| Finska                                      | 61 507            | 95,8              |
| Samiska                                     | 192               | 0,3               |
| Svenska                                     | 129               | 0,2               |
| Främmande språk totalt                      | 2 352             | 3,7               |
| Ryska                                       | 385               | 0,6               |
| Arabiska                                    | 192               | 0,3               |
| Kinesiska                                   | 183               | 0,3               |
| Engelska                                    | 175               | 0,3               |
| "Annat språk"                               | 133               | 0,2               |
| Persiska                                    | 128               | 0,2               |
| Tyska                                       | 99                | 0,2               |
| Thailändska                                 | 82                | 0,1               |
| Kurdiska                                    | 78                | 0,1               |
| Vietnamesiska                               | 77                | 0,1               |
| Spanska                                     | 74                | 0,1               |
| Estniska                                    | 65                | 0,1               |
| Franska                                     | 60                | 0,1               |
| Språk med fler än 10 men färre än 50 talare | 510               | 0,8               |
| Språk med färre än 10 talare                | 111               | 0,2               |

## Kultur

### Stadsvapen
När Rovaniemi stads slogs ihop med Rovaniemi landskommun 2006, övertogs landskommunens vapen.

Rovaniemi köpings- och stadsvapen 1930–2005.

### Kända personer från Rovaniemi
- Arvo Aalto, politiker och minister
- Olavi Alakulppi, militär
- Pertti Alasuutari, sociolog
- Pietari Autti, militär
- Fredrik Castrén, industriman
- Jakob Fellman, präst och naturforskare
- Aale Hakava, målare
- Kari Huhtamo, skulptör
- Markku Huhtamo, skådespelare
- Maaretta Jaukkuri, kurator och professor
- Mikko Jokela, politiker
- Michael Kallaanvaara, skådespelare
- Timo Kaltio, musiker
- Juhani Katainen, arkitekt
- Jouni Koiso-Kanttila, arkitekt
- Hannu Koivula, dirigent
- Uula Laakso, skådespelare
- Lordi, hårdrocksband
- Elsa Montell-Saanio, konstnär
- Matti Nurminen, skulptör
- Esko Ollila, bankman
- Kalevi Pöykkö, konstvetare
- Miikka Ruokanen, teolog
- Markku Sieppi, militär
- Esko-Juhani Tennilä, politiker
- Jari Tervo, författare och journalist
- Kirsi Tiihonen, operasångare
- Antti Tuisku, sångare
- Jouko Törmänen, backhoppare
- Tuomo Ylipulli, backhoppare
- Jouko Väänänen, matematiker

## Fotogalleri

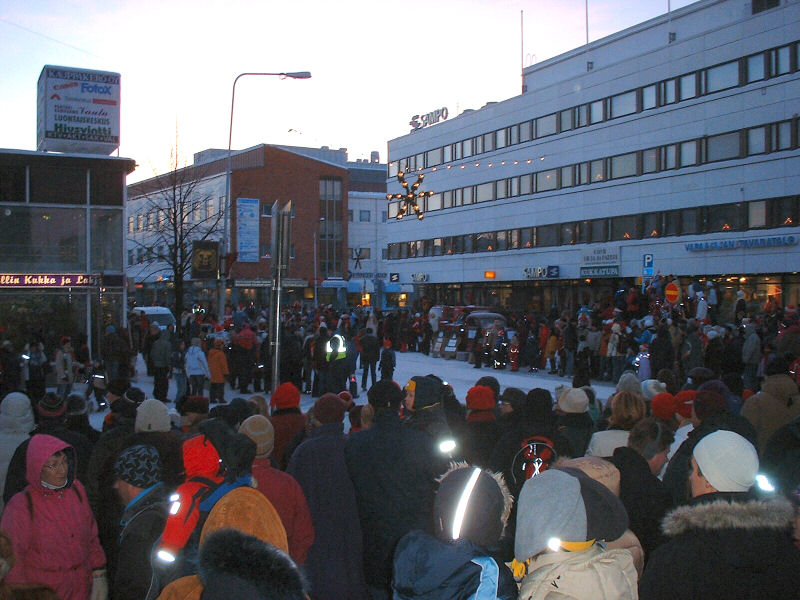
Julfirande, november 2004.
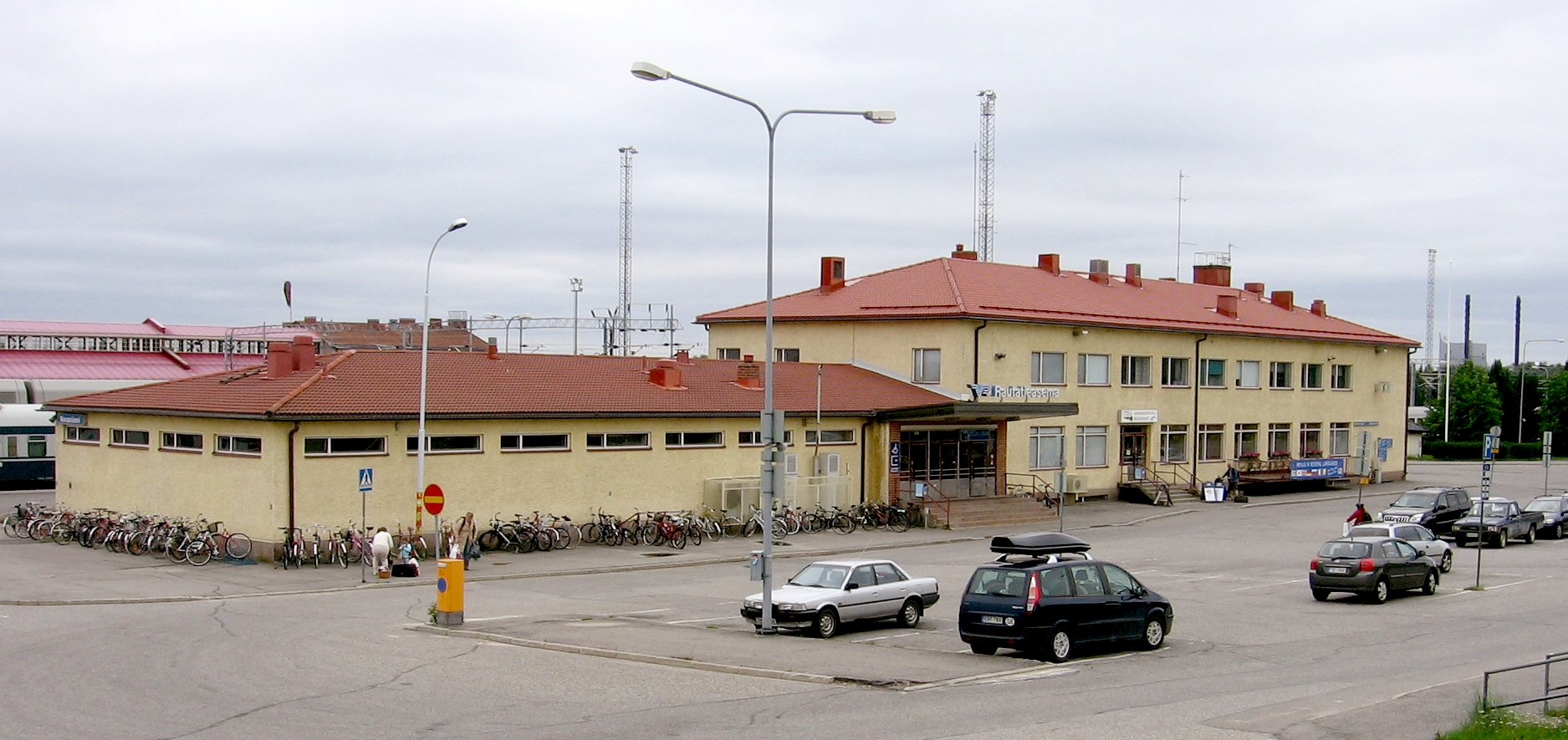
Rovaniemi järnvägsstation.
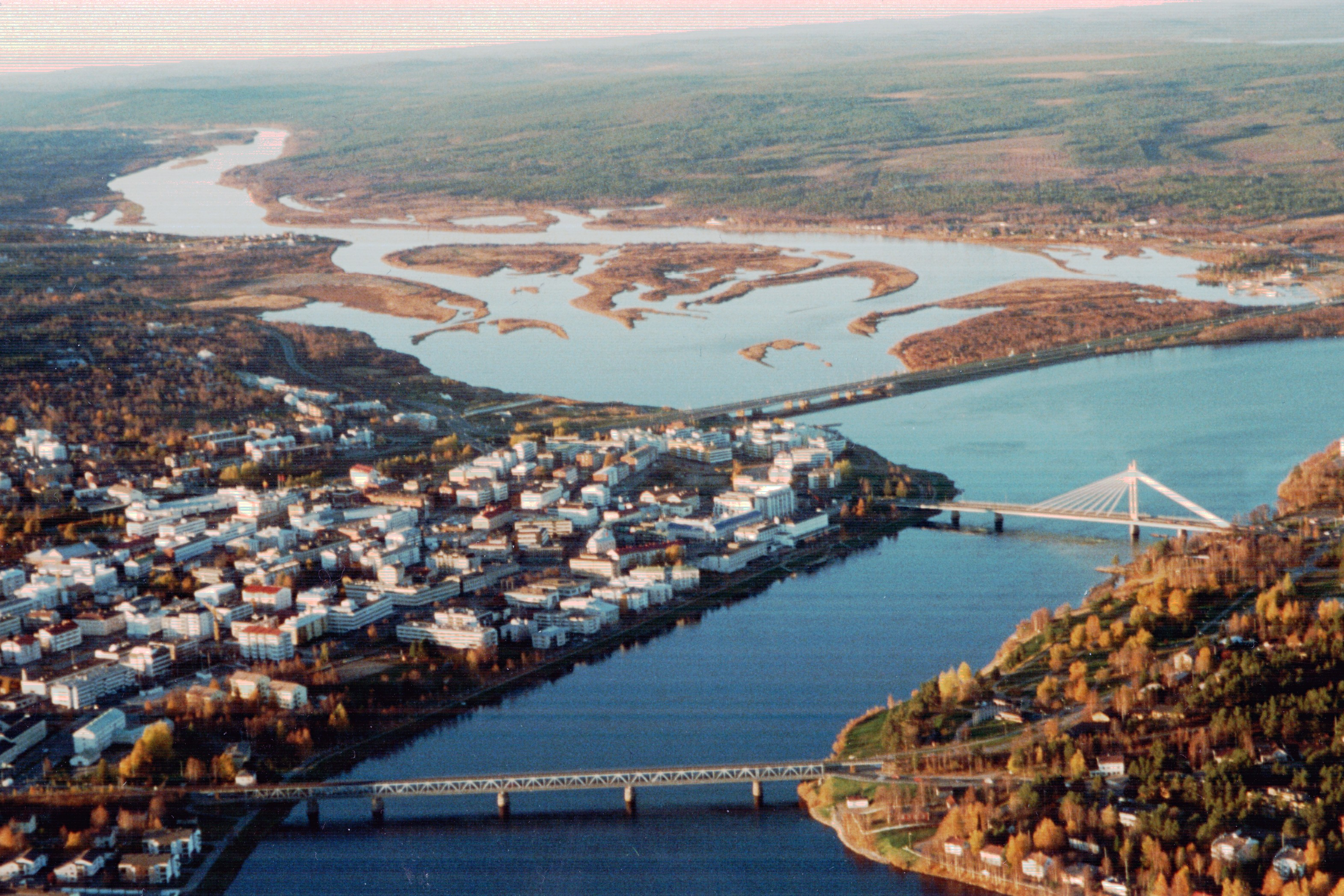
Vy över Rovaniemi.
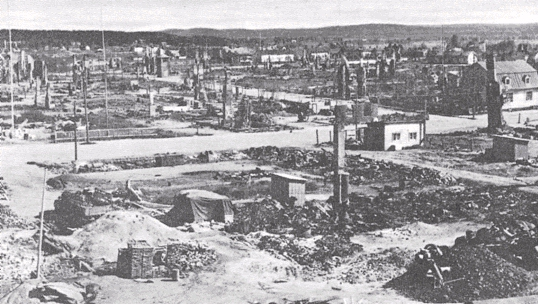
Förödelse efter Lapplandskriget.
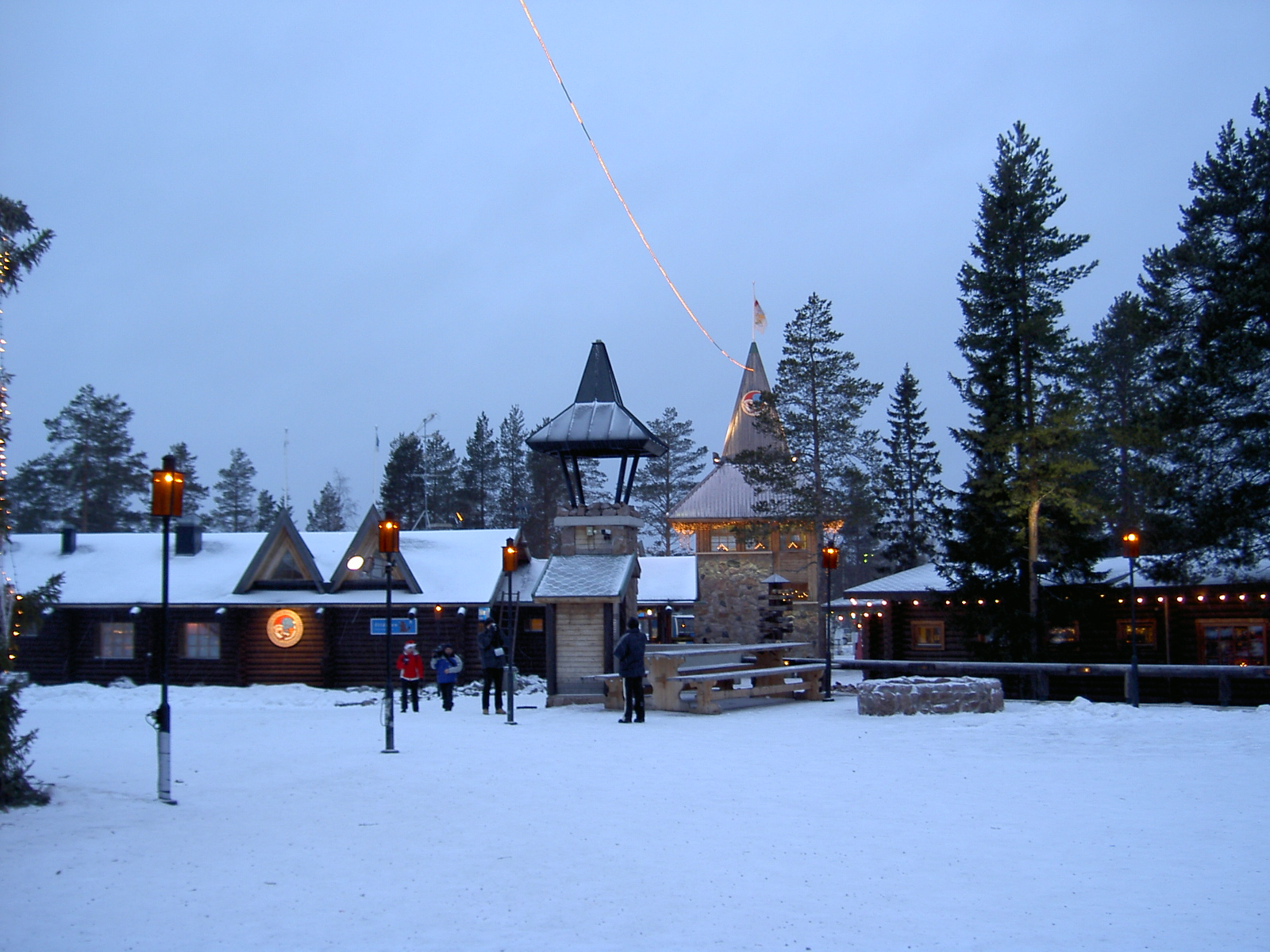
Jultomtens verkstadsby.